# Schlacht um Makin

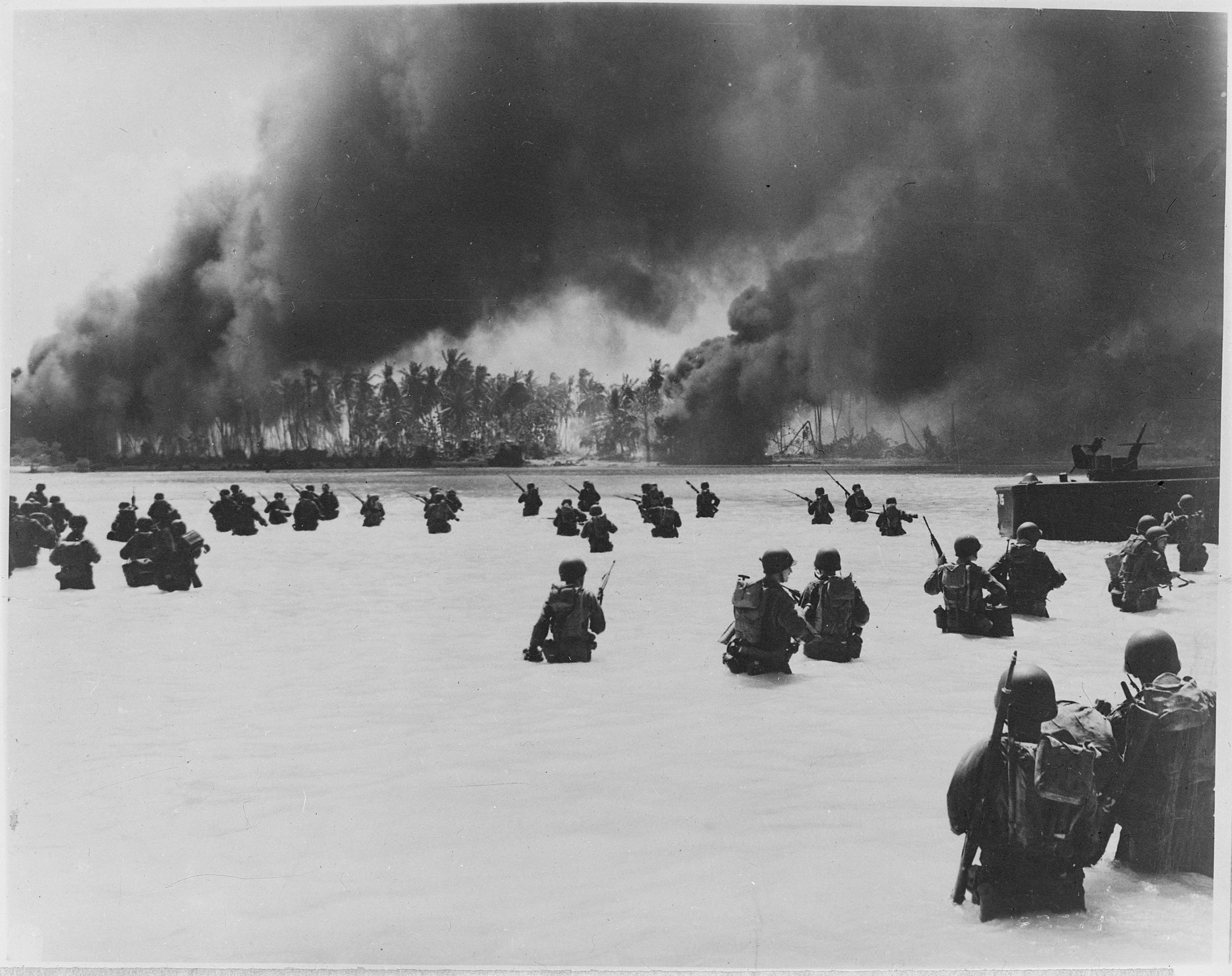
Soldaten des 165. US-Infanterieregiments gehen an Yellow Beach an Land

Die  Schlacht um Makin  fand während des Pazifikkrieges im Zweiten Weltkrieg vom 20. November bis 23. November 1943 statt. Sie war Teil der Operation Galvanic und ihr Ziel war die Besetzung des Butaritari-Atolls, das zu der Zeit bei den Amerikanern Makin Atoll hieß und zu den Gilbertinseln gehört.

## Hintergrund
Durch eine verbesserte Versorgung von Truppen und Ausrüstung, das Ende der Schlacht um die Aleuten und die Fortschritte auf den Salomon-Inseln war die United States Navy Ende 1943 in die Lage versetzt worden, eine Invasion im Zentralpazifik vorzubereiten. Admiral Chester Nimitz hatte schon im Frühjahr 1943 für diese Invasion plädiert, allerdings erlaubten die militärischen Ressourcen eine Durchführung gleichzeitig mit der Operation Cartwheel zu diesem Zeitpunkt noch nicht.
Der Plan war, sich den japanischen Inseln mit der Methode des so genannten Island Hopping zu nähern: Dies bedeutete, durch die Einrichtung von Marine- und Luftwaffenstützpunkten auf einer Gruppe von Inseln den Angriff auf die nächste vorzubereiten. Die Gilbertinseln bildeten das erste Glied in dieser Kette.

### Japanische Besetzung Makins 1941
Am 10. Dezember 1941, drei Tage nach dem Angriff auf Pearl Harbor, waren 300 japanische Soldaten und zusätzliche Arbeiter der so genannten Gilberts speziellen Invasionsstreitmacht auf dem Makin-Atoll gelandet und hatten es ohne Widerstand besetzt. Durch seine Lage östlich der Marshallinseln stellte das Makin-Atoll eine ausgezeichnete
Wasserflugzeugbasis dar, die den durch Flugpatrouillen überwachten Luftraum in Richtung der von den Alliierten besetzten Howlandinsel, Bakerinsel, Phoenixinseln und Ellice-Inseln erweiterte, um die Ostflanke des japanischen Machtbereichs vor alliierten Angriff zu schützen.

### Marine-Angriff auf Makin 1942
Am 17. August 1942 landeten 211 Marines des zweiten Marine-Raider-Bataillons unter dem Kommando von Colonel Evans Carlson und Captain James Roosevelt, die von zwei U-Booten, der USS  Nautilus und der USS Argonaut transportiert wurden. Die japanische Garnison hatte hingegen nur 83 bis 160 Mann unter dem Kommando von lediglich einem wachhabenden Offizier. Die Raiders töteten mindestens 83 japanische Soldaten, vernichteten die komplette Garnison und zerstörten militärische Einrichtungen auf der Insel, wobei 21 Amerikaner meist durch Luftangriffe getötet und 9 gefangen genommen wurden. Die Japaner brachten ihre Gefangenen auf das Kwajalein-Atoll, wo sie später enthauptet wurden. Ein Ziel des Angriffs war es, die Japaner über die Absichten der USA im Pazifik zu verwirren, allerdings wurde der gegenteilige Effekt erzielt: Die Japaner wurden auf die strategische Bedeutung der Gilbert-Inseln aufmerksam gemacht, was zu ihrer weiteren Verstärkung und Befestigung führte.
Nach Carlsons Angriff verstärkten die Japaner ihre Besatzungen auf den Gilbert-Inseln, die ursprünglich zu leicht bewacht worden waren. Makin wurde im August 1942 Garnisonsstadt mit einer einzelnen Kompanie der 5. Basis-Spezialtruppe (700–800 Mann), und die Arbeiten sowohl an der Wasserflugzeug-Basis und als auch der Küstenverteidigung des Atolls wurden ernsthaft fortgesetzt.
Im Juli 1943 war die Wasserflugzeugbasis auf Makin fertig und landebereit für Flugzeuge der Typen Kawanishi H8K (alliierter Codename Emily), Nakajima A6M2-N (Rufe) und Aichi E13A (Jake). Auch die Verteidigungsmaßnahmen wurden abgeschlossen, obwohl sie nicht so umfangreich wie auf dem Tarawa-Atoll, dem wichtigsten japanischen Marine-Luftwaffenstützpunkt des Archipels, waren. Der japanische Flugzeugträger Chitose und das 653rd Air Corps wurden auf Tarawa stationiert. Während die Japaner ihre Verteidigung des Archipels errichteten, wurden von den amerikanischen Streitkräften Pläne entwickelt, die Inseln zurückzuerobern.

### Angriffspläne der Amerikaner
Im Juni 1943 sollte auf Befehl der Joint Chiefs of Staff Admiral Chester W. Nimitz, der Oberbefehlshaber der US-Pazifikflotte (CINCPAC), ein Plan zur Besetzung der Marshallinseln vorlegen. Zunächst wollten Nimitz und Admiral Ernest J. King, der Chief of Naval Operations, direkt ins Herz des japanischen äußeren Verteidigungsringes angreifen. Allerdings hätte jeder Plan, der den Angriff auf die Marshalls direkt von Pearl Harbor aus vorsah, deutlich mehr Truppen und Transporte benötigt, als die Pazifikflotte zu dieser Zeit aufbringen konnte. Angesichts dieser Nachteile und der begrenzten Kampferfahrung der US-Streitkräfte beschlossen King und Nimitz, die Marshalls in einem Schritt-für-Schritt-Vorgang über die Ellice Islands und Gilbert-Inseln zu erobern. Die Gilbert-Inseln liegen innerhalb eines Radius von 200 Meilen (300 km) südlich der Marshalls und waren somit in Reichweite für B-24-Langstreckenbomber der United States Army Air Forces, die auf den Ellice-Inseln stationiert waren. Sie sollten die Bombardierung, Unterstützung und weiträumige Aufklärung für die Angriffsoperationen auf das Archipels ausführen. Mit diesen Vorteilen im Auge beschlossen am 20. Juli 1943 die Joint Chiefs of Staff, das Tarawa-Atoll und die Abemama-Atolle des Archipels sowie die in der Nähe befindliche Insel Nauru anzugreifen. Die Operation erhielt den Codenamen Operation Galvanic.
Am 4. September wurden die amphibischen Truppen der 5. US-Flotte zum V. Amphibischen Korps unter Marine-Corps-Generalmajor Holland M. Smith zusammengefasst. Das V. Amphibische Korps hatte nur zwei Divisionen, die 2. US-Marineinfanteriedivision, die in Neuseeland stationiert war, und die 27. Infanterie-Division der U.S. Army, die ihren Stützpunkt auf Hawaii hatte. Die 27. Infanterie-Division war eine Einheit der New Yorker Nationalgarde, bevor sie im Oktober 1940 in föderalen Dienst gestellt wurde. Sie wurde nach Hawaii überführt und blieb dort für eineinhalb Jahre, bevor sie von Generalleutnant Robert C. Richardson, Jr., dem befehlshabenden General der Army im Zentralpazifik, für die Invasion der Gilbertinseln ausgewählt wurde. Captain James Jones (Vater des ehemaligen Commandant of the Marine Corps James L. Jones), kommandierender Offizier der Amphibious Reconnaissance Company des V. Amphibischen Korps, führte im Vorfeld eine Periskop-Erkundung der Gilberts an Bord der  USS Nautilus durch, um möglichst genaue Informationen über die Einrichtung von Brückenköpfen für die bevorstehende Invasion zu erhalten.
Die 27. Infanterie-Division wurde beauftragt, die Landung mit dem 165th Infantry Regiment, den berühmten „Fighting 69“, der New Yorker Nationalgarde durchzuführen, verstärkt durch ein Bataillon des 105th Infantry Regiment, das 105th Field Artillery Battalion und das 193th Tank Battalion. Die Landungsoperation wurde von Generalmajor Ralph C. Smith befehligt, einem Veteranen des Ersten Weltkriegs, der das Kommando über die Division im November 1942 übernommen hatte. Er war seinerzeit einer der angesehensten Offiziere in der U. S. Army. Im April 1943 begann die 27th Infantry Division ihre Vorbereitung für die amphibischen Operationen.
Die Planung für die Rolle der 27. Division in der Operation Galvanic (der Teil der Armee erhielt den Codenamen „Kourbash“) begann im frühen August 1943, wobei ursprünglich die Eroberung der Insel Nauru in den westlichen Gilberts als Ziel vorgesehen war. Im Gegensatz zu anderen Zielen war Nauru eine vollständige Insel, die viel größer und von starken Truppen besetzt war. Im September 1943 änderten sich jedoch die Einsatzziele der 27. Division. Die Schwierigkeiten bei der Bereitstellung von angemessener See- und Luftunterstützung bei gleichzeitigen Operationen auf Tarawa und der weit entfernten Nauru-Insel, sowie einem Mangel an ausreichenden Transportmitteln, die zum Anlanden der gesamten Division auf der stärker befestigten Nauruinsel benötigt wurde, veranlassten Admiral Nimitz das ursprüngliche Ziel von Nauru auf das Makin-Atoll zu verlagern. Die Soldaten der 27. Infanterie-Division erfuhren die Änderung ihres Einsatzziels am 28. September. Der Nauruplan wurde verworfen und Pläne zur Eroberung des Makin-Atolls begonnen.
Schwere Flugzeugverluste und die Ausschaltung von vier Schweren Kreuzern  bei den Salomonen bedeuteten, dass der ursprüngliche japanische Plan eines Angriffs auf die amerikanische Invasionsflotte durch auf Truk und auf den Karolinen-Inseln stationierte Kräfte fallengelassen wurde. Die Garnisonen auf Tarawa und Makin wurden ihrem Schicksal überlassen.

## Schlachtverlauf

### Beginn
Die Invasionsflotte Task Force 52 (TF 52) unter dem Kommando von Konteradmiral Richmond K. Turner verließ Pearl Harbor am 10. November 1943. Die Landungstruppen Task Group 52.6 bestand aus Einheiten der 27. Infanterie-Division unter dem Kommando von Generalmajor Ralph C. Smith, die von den Schiffen USS Neville, USS Leonard Wood, USS Calvert, und USS Pierce transportiert wurden, ebenso von dem Frachtschiff USS Alcyone, dem Docklandungsschiff USS Belle Grove und den Panzerlandungsschiffen LST-31, LST-78 und LST-179 der Task Group 52.1.
Am Vorabend der Invasion zählte die japanische Garnison auf der Hauptinsel des Makin-Atolls, Butaritari, 806 Männer: 284 Marine-Bodentruppen, 108 Männer Luftfahrtpersonal der 802. und 952. Lufteinheit, 138 Männer der 111. Pioniereinheit und 276 Männer der Konstruktionsabteilung für die vierte Flotte und der Makin 3. Panzer-Spezialtruppe, alle unter dem Kommando von Lt.j.g. Seizo Ishikawa. Die Anzahl der ausgebildeten Kampftruppen auf Makin betrug nicht mehr als 300 Soldaten.

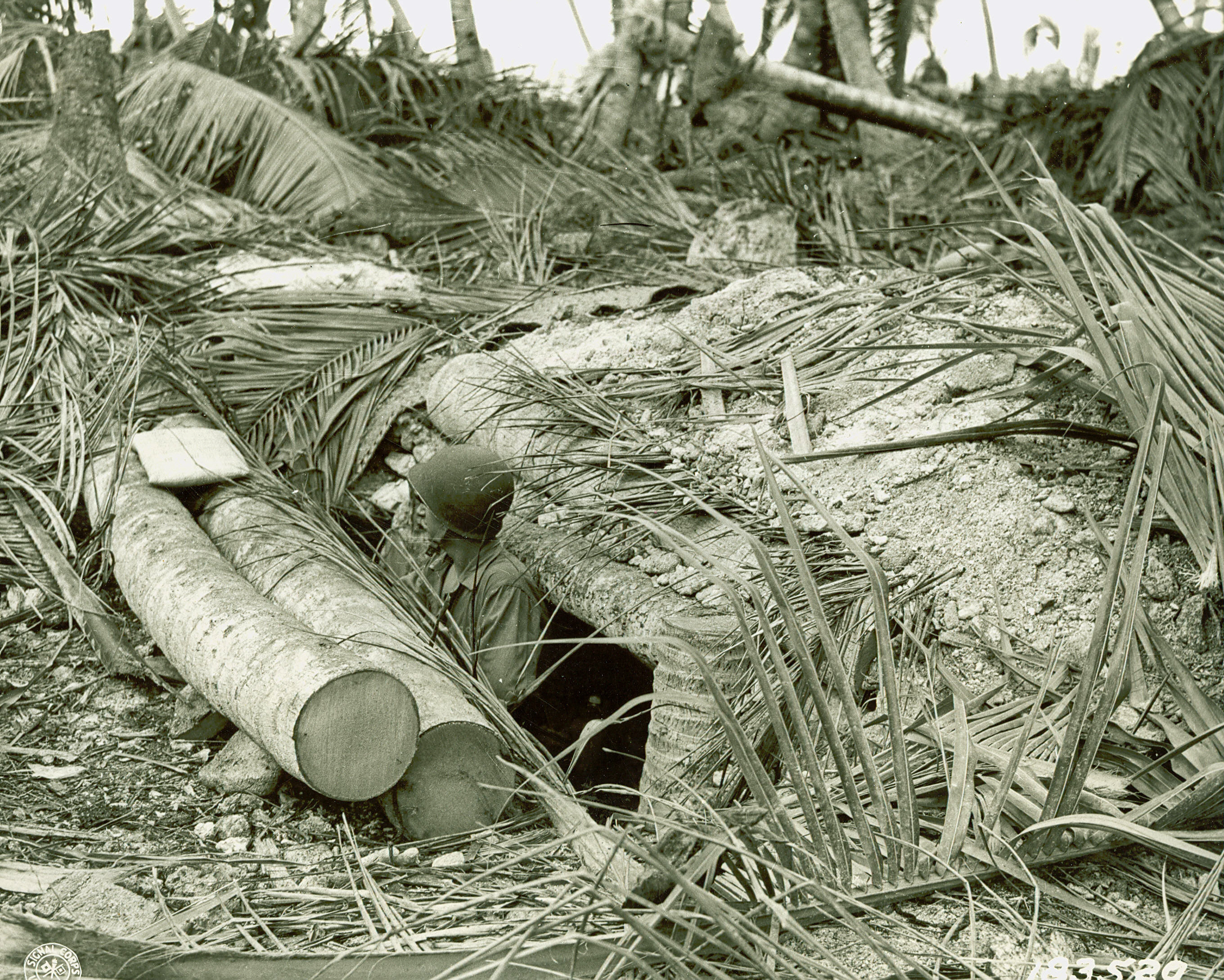
Japanischer Unterstand auf Makin

Butaritaris Landverteidigung wurde rund um das Lagune-Ufer installiert, in der Nähe der Wasserflugzeugbasis im Zentrum der Insel. Es gab zwei Panzer-Absperrsysteme: Die westliche Panzer-Barriere erstreckte sich von der Lagune zwei Drittel der Länge Butaritaris und war 13 Meter breit und 15 Meter tief. Sie wurde durch eine Panzerabwehrkanone in einem Bunker geschützt, flankiert von sechs Maschinengewehr-Positionen und 50 Schützengruben. Die östliche Panzer-Barriere war 14 Meter breit und 6 Meter tief. Sie erstreckte sich von der Lagune, in einem Halbbogen nach Westen, über zwei Drittel der Insel aus und hatte Panzerabwehr-Barrikaden an jedem Ende. Sie wurde durch eine doppelte Schürze Stacheldraht und ein kompliziertes System von Geschützstellungen und Schützengruben geschützt.
Entlang der Meerseite von Butaritari wurden mehrere Stellen mit 200-mm-Küstengeschützen, drei 37-mm-Panzerabwehrkanonen, 10 Maschinengewehrstellungen und 85 Gewehrgruben verstärkt. Die Japaner erwarteten die Invasion auf der Meerseite von Butaritari, ganz nach dem Vorbild des Carlson-Angriffs von 1942, und verstärkten ihre Verteidigung zwei Meilen (3 Kilometer) vom Ort des damaligen Angriffs entfernt. Ohne Flugzeuge, Schiffe oder Hoffnung auf Verstärkung oder Evakuierung konnten die Verteidiger in ihrer Unterzahl nur hoffen, den kommenden amerikanischen Angriff so lange wie möglich zu verzögern.

### Invasion
Die Luftoperationen gegen Makin begannen am 13. November mit B-24-Bombern der Seventh Air Force von den Ellice-Inseln ausgehend. F4F-„Wildcat“-Jagdflugzeuge eskortierten Douglas SBD-„Dauntless“-Sturzkampfbomber und Grumman TBF „Avengers“ von den Trägern Liscome Bay, Coral Sea und Corregidor; unterstützt von den 203-mm-Kanonen des Schweren Kreuzers Minneapolis und anderen Kriegsschiffen der Navy. Die Truppen landeten am 20. November um 8:30 Uhr an zwei Stränden.

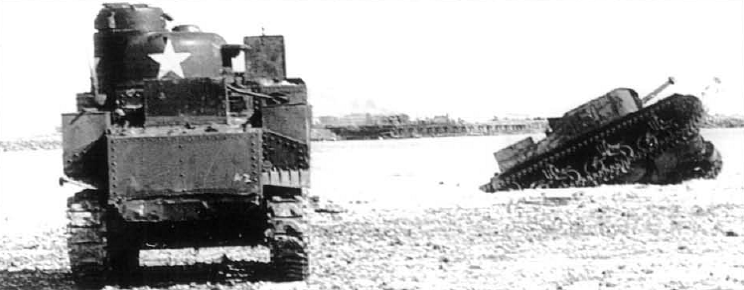
Zwei M3-Panzer feuern auf japanische Stellungen

Die erste Landung auf RED Beach verlief nach Plan. Die Truppen stießen nach einer kampflosen Landung auf der Meeresseite der Insel schnell ins Landesinnere vor. Ihr Vorankommen vom Strand aus wurde nur gelegentlich durch Scharfschützen sowie durch die Zerstörungen und die wassergefüllten Bombentrichter der vergangenen Bombardements verlangsamt. Vor allem die Bombentrichter behinderten die Panzerunterstützung für die RED-Beach-Kräfte. Die leichten Panzer des 193. Panzerbataillons wurden von ihrem in ein Wasserloch gestürzten Führungspanzer aufgehalten und an der Weiterfahrt gehindert.
Als sich die Landungsboote dem Strandabschnitt YELLOW von der Lagune aus näherten, wurden sie vom Maschinengewehrabwehrfeuer der Inselverteidiger erfasst.
Die angreifenden Truppen waren vor allem überrascht, als sie erkennen mussten, dass sie, obwohl sie wie geplant bei Flut landeten, einer Fehleinschätzung der Lagunentiefe unterlegen waren und sogar ihre kleinen LCVP-Landungsboote auf Grund liefen. Dies hatte zur Folge, dass die Truppen die letzten 250 Meter zum Strand zu Fuß in hüfttiefem Wasser zurücklegen mussten.
Ausrüstung und Waffen waren entweder verloren oder vom Wasser durchweicht, aber nur drei Männer fielen, während sich die Soldaten dem Strand näherten. Dieser glückliche Umstand war allerdings der Tatsache geschuldet, dass die Verteidiger ihre Verteidigungslinie weiter landeinwärts, entlang der Panzersperren, eingerichtet hatten.
Der Angriffsplan sah vor, den Großteil der japanischen Truppen mit der ersten Landung auf Strand RED zu binden und somit die Truppen der zweiten Landung am Strand YELLOW zu entlasten und diesen zu ermöglichen, die Verteidiger von hinten anzugreifen. Der Feind jedoch reagierte nicht auf den Angriff auf Strandabschnitt RED und zog von YELLOW nur wenige Kräfte ab. Den Truppen der 27. Division blieb keine andere Wahl, als die einzelnen befestigten Geschützstellungen nacheinander auszuschalten. Der Kommandant des 165. Infanterieregiments, Oberst Gardiner Conroy, wurde von einem japanischen Scharfschützen bereits am Nachmittag des ersten Tages getötet. Oberst Gerard W. Kelley wurde sein Nachfolger.

### Einnahme von Makin
Zwei Tage entschlossenen Kampfes verringerten allmählich den feindlichen Widerstand. Nach der Eroberung des gesamten Atolls meldete der Kommandeur der 27. Division, Generalmajor Ralph C. Smith, am Morgen des 23. November: „Makin wurde genommen“. Am Ende bestand das schwierigste Problem bei der Eroberung von Makin in der Koordinierung der beiden Landungstruppen, die in getrennten Aktionen voneinander kämpften, zumal die Verteidiger auf den Angriff nicht wie erwartet reagiert hatten. Die mangelnde Eignung der schmalen Strände zur Unterstützung, Versorgung und Landung der Truppen stellte sich ebenso als schwere Behinderung für eine schnelle Einnahme der Insel heraus.
In den frühen Morgenstunden des 24. November wurde der Geleitträger Liscome Bay durch das japanische U-Boot  I-175 versenkt, das nur wenige Stunden vorher Makin erreicht hatte. I-175 feuerte einen einzelnen Torpedo, der die Bombenladung der Liscome Bay traf, was eine heftige Detonation und das sofortige Sinken des Schiffs zur Folge hatte.
Der Angriff auf die Liscome Bay verursachte die Mehrzahl der amerikanischen Verluste beim Angriff auf Makin.

## Schlachtausgang
Die komplette Besetzung von Makin dauerte vier Tage und kostete deutlich mehr Verluste an Marinesoldaten als an Bodentruppen der Infanterie. Trotz großer zahlenmäßiger Überlegenheit an Soldaten und Waffen hatte die 27. Division Schwierigkeiten, die relativ kleine und schwach verteidigte Insel zu erobern. Ein japanischer Ha-Go-Panzer wurde im Kampf zerstört und zwei weitere Panzer, die eingegraben worden waren, waren von ihren Besatzungen aufgegeben worden.
Nach Schätzungen wurden 395 Japaner während der Operation getötet. Von der US Army wurden 66 Männer getötet und 152 verwundet. Die US Navy verlor mit 697 Toten deutlich mehr Männer, von ihnen starben 644 beim Untergang der Liscome Bay, 43 bei der Explosion eines Geschützturms des Schlachtschiffs Mississippi und 10 in Kampfhandlungen bei der Landung oder als Pilot der Luftunterstützung. Die insgesamt 763 amerikanischen Toten entsprachen fast der Zahl an Männern in der gesamten japanischen Garnison.